# 1757 en musique classique
| \| • Retour à la chronologie générale de la musique classique • \| |
| Grèce • Rome • Haut Moyen Âge • VIIIe siècle • IXe siècle • Xe siècle • XIe siècle XIIe siècle • XIIIe siècle • XIVe siècle • XVe siècle • XVIe siècle • XVIIe siècle XVIIIe siècle • XIXe siècle • XXe siècle • XXIe siècle |
| • Retour à la chronologie générale de la musique classique • |

| Années en musique classique : 1754 - 1755 - 1756 - 1757 - 1758 - 1759 - 1760    |
| Décennies en musique classique : 1720 - 1730 - 1740 - 1750 - 1760 - 1770 - 1780 |

## Événements
- 30 mai : première représentation d'Anacréon, de Jean-Philippe Rameau et Gentil-Bernard.
- 31 mai : première représentation de la deuxième version de l'opéra-ballet Les Surprises de l'amour, de Jean-Philippe Rameau.
- 26 juillet : création de Le Peintre amoureux de son modèle, opéra-comique de Duni à la Foire Saint-Laurent.
- Cent contredanses en rond propres à exécuter sur toutes sortes d'instruments, avec les basses chiffrées pour le clavecin, de D'Aubat Saint-Flour.

## Naissances

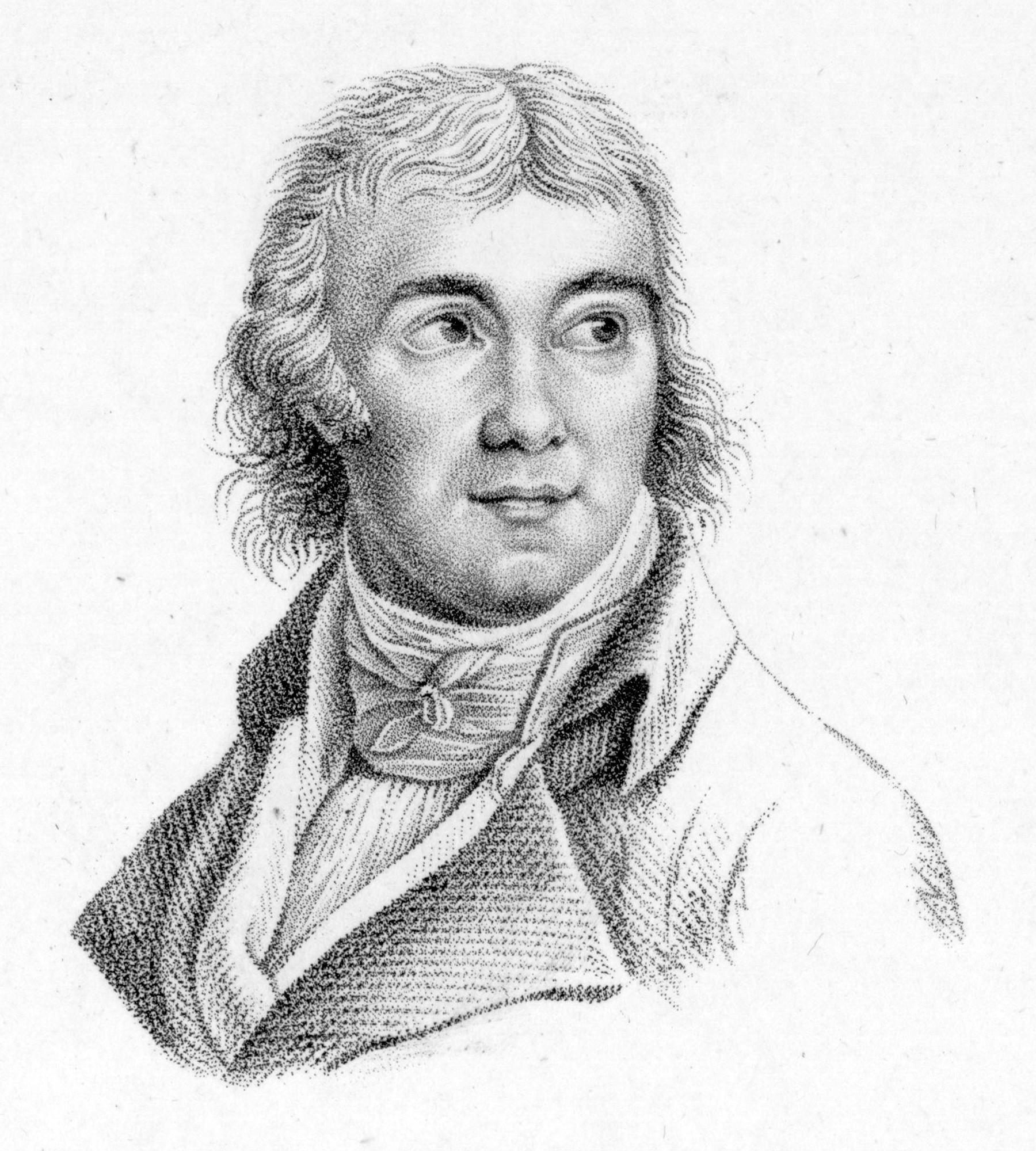
Antonio Bartolomeo Bruni

- 28 janvier : Antonio Bartolomeo Bruni, violoniste, compositeur et chef d'orchestre italien († 6 août 1821).
- 4 mars : Ignaz Malzat, compositeur et hautboïste autrichien († 20 mars 1804).
- 22 avril : Alessandro Rolla, compositeur italien, virtuose du violon et de l’alto († 15 septembre 1841).
- 18 juin : Ignace Joseph Pleyel, compositeur autrichien naturalisé français († 14 novembre 1831).
- 11 décembre : Charles Wesley junior, organiste et compositeur anglais († 23 mai 1834).

Date indéterminée
- Brigida Banti-Giorgi, cantatrice italienne († 18 février 1806).
- Christian Ludwig Dieter, compositeur et violoniste allemand († 1822).
- Ossip Kozlovski, compositeur russe († 11 mars 1831).
- Lazare Rameau, musicien français († 1794).

## Décès

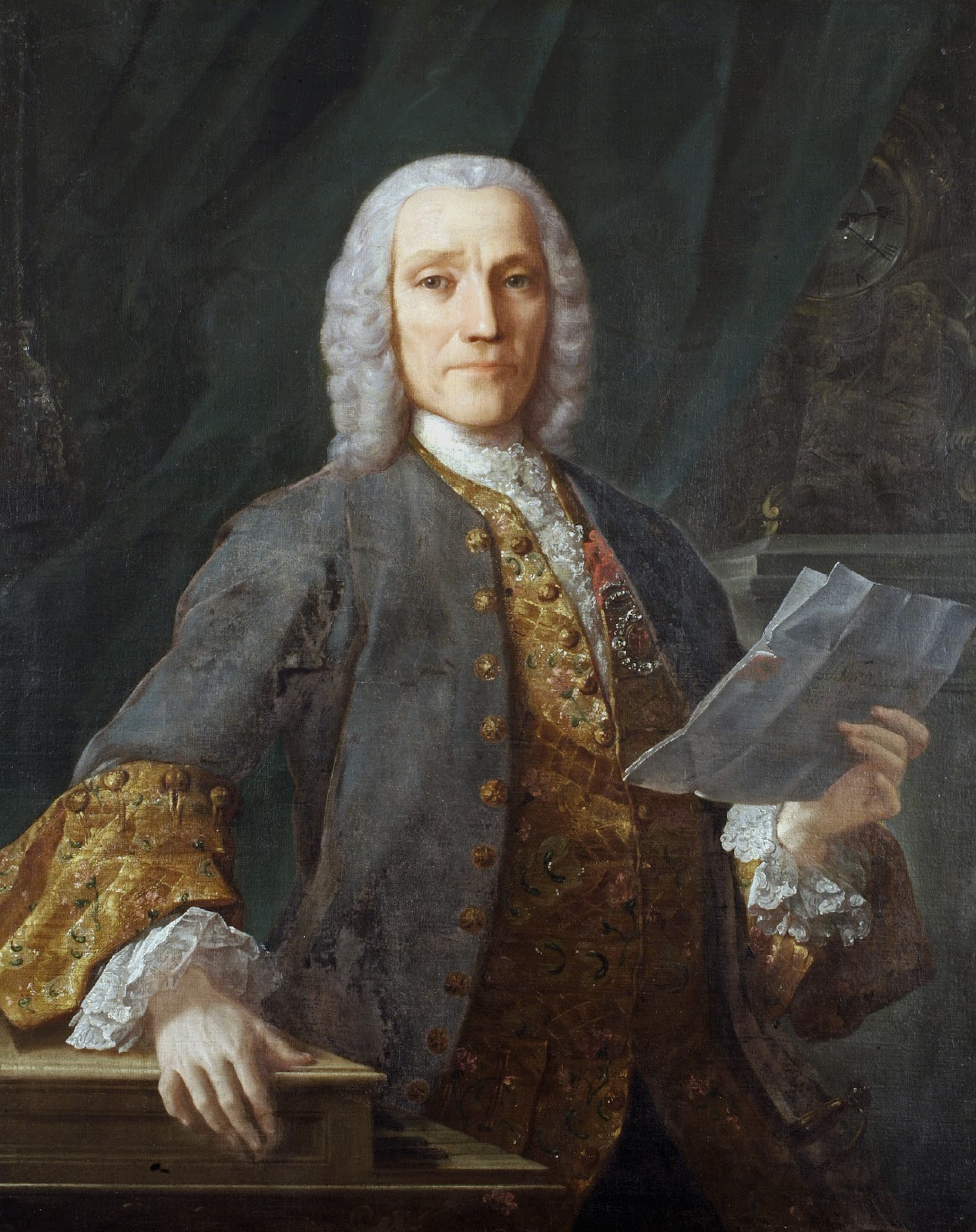
Domenico Scarlatti

- 25 février : Paolo Benedetto Bellinzani, compositeur italien (° 1690).
- 19 mars : Ferdinand-Joseph de Cupis Camargo, violoniste et maître à danser (° 29 février 1684).
- 27 mars : Johann Stamitz, violoniste et compositeur germano-tchèque (° 19 juin 1717).
- 23 juillet : Domenico Scarlatti, compositeur et claveciniste italien (° 26 octobre 1685).
- 28 septembre : Andrea Zani, compositeur et violoniste italien (° 11 novembre 1696).
- 11 décembre : Fortunato Chelleri, maître de chapelle et compositeur baroque italo-allemand (° 1690).

Date indéterminée
- François Martin, violoncelliste et compositeur français (° 1727).